# Rancho Mesa los Leales
Rancho Mesa los Leales är en ort i Mexiko.   Den ligger i kommunen Morelos och delstaten Chihuahua, i den nordvästra delen av landet, 1 200 km nordväst om huvudstaden Mexico City. Rancho Mesa los Leales ligger 1 253 meter över havet och antalet invånare är 302.
Terrängen runt Rancho Mesa los Leales är huvudsakligen kuperad, men österut är den bergig. Runt Rancho Mesa los Leales är det mycket glesbefolkat, med 6 invånare per kvadratkilometer. Närmaste större samhälle är El Tablón, 15,4 km norr om Rancho Mesa los Leales. I omgivningarna runt Rancho Mesa los Leales växer huvudsakligen savannskog.